# 熊本県立農業大学校
熊本県立農業大学校（くまもとけんりつのうぎょうだいがっこう）とは、熊本県合志市にある、熊本県立の農業大学校である。2006年（平成18年）度に専修学校の認可を受けているので、卒業すると専門士の称号が付与され、4年制大学への3年次編入が可能である。

## 設置学科
- 農学部
  - 農産園芸学科
    - 農特産コース
    - 果樹コース
    - 花きコース

  - 野菜学科
    - 野菜Aコース
    - 野菜Bコース

  - 畜産学科
    - 酪農コース
    - 肉用牛コース

## 沿革
- 1978年（昭和53年） - 開校。
- 2006年6月1日 - 専修学校の資格を取得。

## 所在地
- 熊本県合志市栄3805